# Suddivisioni dell'Austria
L'Austria è suddivisa in 3 livelli di amministrazione locale:
- al primo livello si trovano gli stati federati
- al secondo livello si trovano i 79 Distretti e le 15 municipalità con statuto autonomo (le cosiddette città statutarie - in tedesco Statutarstädte).
- il terzo livello è costituito dai comuni (Gemeinde/n).

## Stati federati
Gli Stati federati sono 9:
| #     | Nome italiano | Nome tedesco     | Capoluogo  | Superficie in km² |
| ----- | ------------- | ---------------- | ---------- | ----------------- |
| 1. B  | Burgenland    | Burgenland       | Eisenstadt | 3 965             |
| 2. K  | Carinzia      | Kärnten          | Klagenfurt | 9 537             |
| 3. N  | Bassa Austria | Niederösterreich | St. Pölten | 19 180            |
| 4. O  | Alta Austria  | Oberösterreich   | Linz       | 11 983            |
| 5. S  | Salisburghese | Salzburg         | Salisburgo | 7 155             |
| 6. St | Stiria        | Steiermark       | Graz       | 16 399            |
| 7. T  | Tirolo        | Tirol            | Innsbruck  | 12 648            |
| 8. V  | Vorarlberg    | Vorarlberg       | Bregenz    | 2 602             |
| 9. W  | Vienna        | Wien             | Vienna     | 415               |
|       |               |                  |            |                   |

Ogni stato ha un organo legislativo, il Landtag, gli organi esecutivi sono il governo dello Stato chiamato Landesregierung guidato dal Landeshauptmann che è eletto dal Landtag e nominato dal Presidente della Repubblica. Le elezioni hanno luogo ogni 5 anni (6 in Alta Austria).

## Distretti
Gli stati federati sono a loro volta divisi in 79 distretti politici (Politische Bezirke) e 15 città statutarie (Statutarstädte) ognuna delle quali costituisce un distretto a sé stante, questi distretti urbani hanno le stesse funzioni dei distretti politici.

## Comuni
Il comune (Gemeinde) è il livello più basso (LAU 2) dell'amministrazione locale. Da un punto di vista giuridico non vi sono differenze fra comuni di grosse dimensioni e piccoli comuni, un comune può essere composto da più cosiddetti comuni catastali (Katastralgemeinde) o da più centri abitati di piccole dimensioni. 
In lingua tedesca è talvolta usato anche il termine Kommune.
Nel 2017 i comuni erano 2 093.